# Körtvélyfája
Körtvélyfája (románul Periș) falu Romániában, Maros megyében.

## Fekvése
Marosvásárhelytől 21 km-re északkeletre, a Maros bal partján fekszik. A településen áthalad a DN15-ös országút.

## Utcái
A falut átszelő országút képezi a Főutat. A település mellékutcái helyi elnevezések szerint: Maros utca - a Maros felé tartó utca, Bengút - a Berek nevezetű falurész felé tartó utca, Kicsi szer - a Főúttal párhuzamosan haladó központi részen levő utca, Köz, Temető Utca, Új Utca, Patakszer.

## Története
Első okleveles említése 1441-ből való, poss. Kerthwelfa néven. Nevének más változatai a dokumentumokban: 1450: Kewrthwelfaya, 1587-89: Pirus, 1733: Körtvélyfája, 1760-62: Körtövélyfája, 1824: Körtvefája, 1850: Kurtifaja, 1854: Körvélyfája, Birnbaum, Curtifaia.
A középkorban a görgényi vár, illetve a somkeréki Erdélyi család, a Toldalagi, a nagyernyei Székely, 1675-től a Teleki család birtoka. Ezeken a birtokokon kívül még más családoknak is voltak itt birtokaik, mint például Kovacsóczy Farkasnak is. Körtvélyfájai birtokát Báthori Zsigmond erdélyi fejedelemtől kapta. De nem sok ideig maradt a birtok tulajdonosa, mivel lázadás ürügyén a fejedelem 1594-ben, több társával együtt kivégeztette.
A 19. század végén Körtvélyfája nagybirtokosai között találjuk gr. Bánffy Györgynét és Márk Simont. Bánffy Györgynének 4 faluban összesen 1007 kat. hold birtoka (ebből szántó 244 hold), míg Márk Simonnak 3 faluban 160 hold (szántó 129) birtoka volt.
Lakóinak mindenkori alapvető foglalkozása a földművelés és az állattenyésztés volt. 1896-ban Körtvélyfája 1986 kat. hold földterülettel rendelkezett, melyből 1086 hold szántó, 81 hold kert, 20 hold szőlő, 223 hold legelő, 253 hold rét, 141 hold erdő és 182 hold terméketlen terület. Mindez 257 gazdaság között oszlott meg. A lakosság állatállománya ugyanebben az időben: 442 szarvasmarha, 9 ló, 369 sertés, 436 juh, 2557 baromfi, 37 méhcsalád. A 20. század második felében a mezőgazdaságból származó jövedelmüket a marosvásárhelyi és a régeni ipari vállalatokban, gyárakban végzett munkájukból származó jövedelemmel egészítették ki.
A falu nevezetes épülete a református templom. A kis téglalap alaprajzú 10x7 méteres templom építési ideje ismeretlen. A magas oromfalas templomhajóhoz kisebb szélességű szentély kapcsolódik. Az ablakok formái és a támpillérek a gótika idejére emlékeztetnek. Fából készült egyszínű, kazettás síkmennyezete van. A padok 1730-ból, a szószék 1837-ből való.
A reformáció után a templomot a lutheránus vallású hívek használták, majd a többségbe került reformátusok tulajdonába került.
A templom torony nélkül épült, két harangját fából ácsolt haranglábsisakja alatt függesztették fel. A szokásos őrtornáccal és a sisakkal készült haranglábat 1768-ban vásárolták, a magyar(alsó)-bölkényi egyháztól. Talpgerendáit terméskő alapokra helyezték, s azokra állították fel keményfából faragott szerkezetét. A különálló, fából ácsolt és zsindellyel fedett harangláb a templom mellett, a kertben áll. A reformáció után a vallásukhoz ragaszkodó római katolikusok száma kevés volt, templom nélkül maradtak. Mintegy kétszáz év elteltével, csak 1712-ben sikerült építeni maguknak egy kis kápolnát. Újabb, közel kétszáz év kellett ahhoz, hogy egyházuk megerősödjön, s téglából építhessenek maguknak egy kis templomot. A templom szentélye sokszögzáródású, és támpillérekkel készült. A négyzet alaprajzú torony alig emelkedik a templom tetőzete fölé, négysíkú sisakja alacsony, összhatásában neoromán építészeti formát mutat.
1661-ben már mint önálló egyházközséget említik.
Az egyházzal csaknem egyidejű az iskola is, ahol kezdetben papok tanítottak. 1759-től ismeretes az itt tanító iskolamesterek (tanítók) neve: Szentgerliczei Nagy Zsigmond, Barabás József, Sandi Mihály, Dózsa János, Szoboszlai István, Jánosi Ferenc, id. Barabás Sámuel, ifj. Barabás Sámuel, Korondi János, Erese János, Réthi Dénes, Szegedi Károly. Az első világháború után tovább működik a református iskola. Ugyanakkor az ortodox egyház telkén épült iskolában megkezdődött a román nyelvű oktatás. Az iskolák államosítása után (1948) továbbra is megmarad a magyar nyelvű I-VIII. osztályos oktatás, valamint az I-IV. osztályos román nyelvű oktatás.
Lakóinak többségét magyarok alkotják. Az első magyarországi népszámlálás idején (1784-87) Körtvélyfáján 537 (277 férfi, 260 nő) lélek élt. A férfiak társadalmi helyzete, foglalkozás szerinti megoszlása: pap - 1, nemes - 1, paraszt - 43, ezeknek örökösei - 30, zsellér - 66, egyéb - 18. Az 1 és 12 év közötti gyermekek száma 98, a 13 és 17 éveseké 20. A férfiak közül a nősök száma 103, a nőtleneké 174.
```
Év     Román   Magyar   Német  Egyéb      Összesen
1850    170     635      3      57         865 
1880    138     665      9      118        930 
1930    191     1087     1      _          1279
1941    122     1232     -      _          1354 
1992    172     1512     -      64 (roma)  1748
```

A település 1999-ben testvérkapcsolatot létesített Somogyapátival.

## Látnivalók
- Református Templom – A 13-15. században épült;

Kós Károly tervei alapján 1947-1948 között restaurálták illetve bővítették. Megjegyzendő, hogy Kós Károly tervet készített egy új torony építéséhez, amit több mint valószínű, anyagi okok miatt nem kiviteleztek.
- kopjafa – a testvértelepülések tiszteletére állítva 2001-ben.[3]

## Testvértelepülései
- Somogyapáti, Magyarország, 1999-től;[2][3]
- Baarn, Hollandia.[3]